# Lassie
Lassie este un personaj fictiv într-o nuvelă din 1938 a lui Eric Knight⁠(d), care a fost preluată într-un roman din 1940, intitulat Lassie Come-Home⁠(d).
Este de fapt un câine-femelă de rasă "Collie cu păr lung" și care are unele trăsături în comun cu o altă femelă Collie, fictivă cu același nume, prezentată în nuvela din 1859 a scriitoarei britanice Elizabeth Gaskell, „The Half Brothers”. În „The Half Brothers”, Lassie este iubită doar de tânărul ei stăpân și îi ghidează pe adulți înapoi acolo unde doi băieți sunt pierduți într-o furtună de zăpadă.
Romanul lui Knight a fost filmat de Metro-Goldwyn-Mayer în 1943 ca Lassie Come-Home, cu un câine pe nume Pal jucându-l pe Lassie. Apoi, Pal a apărut cu numele de scenă „Lassie” în alte șase lungmetraje MGM până în 1951. Proprietarul și antrenorul lui Pal, Rudd Weatherwax, a dobândit apoi numele și marca comercială Lassie de la MGM și a apărut cu Pal (ca „Lassie”) la rodeouri, târguri și evenimente similare din America de la începutul anilor 1950. În 1954, serialul de televiziune Lassie a debutat și, în următorii 19 ani, a apărut o succesiune de descendenți ai lui Pal. Personajul „Lassie” a apărut la radio, televiziune, film, jucării, benzi desenate, seriale de animație, romane juvenile și alte media. Descendenții lui Pal continuă să joace Lassie astăzi.

## Istorie

### NuvelaElizabeth Gaskell
O reprezentare timpurie a lui Lassie se găsește în nuvela din 1859 a scriitoarei britanice Elizabeth Gaskell „The Half-brothers”. În poveste, Lassie este descrisă ca o femeie collie cu „ochi inteligenți, înfricoșători”, care salvează doi frați vitregi care sunt pierduți și mor în zăpadă. Când fratele mai mic nu mai poate continua, fratele mai mare Gregory, stăpânul lui Lassie, îi leagă o batistă de gâtul lui Lassie și o trimite acasă. Lassie ajunge acasă și conduce grupul de căutare la băieți. Când ajung, Gregory este mort, dar fratele său vitreg mai mic este salvat. Astfel, se pare că Gaskell a creat personajul Lassie și, în același timp, a definit povestea „Lassie salvează ziua”, care este esența poveștilor ulterioare Lassie.

### Incident din Primul Război Mondial
Potrivit scriitorului Nigel Clarke în „Shipwreck Guide to Dorset and South Devon”, originalul Lassie care a inspirat atât de multe filme și episoade de televiziune a fost un încrucișat cu părul aspru care a salvat viața unui marinar în timpul Primului Război Mondial.
Jumătate collie, Lassie era deținut de proprietarul Bărcii Pilot, un pub din portul Lyme Regis. În ziua de Anul Nou din 1915, cuirasatul Formidable al Marinei Regale a fost torpilat de un submarin german în afara Start Point din South Devon, cu pierderea a peste 500 de oameni. Într-o furtună care a urmat accidentului, o plută de salvare care conținea cadavre a fost aruncată de-a lungul coastei până la Lyme Regis. Pentru a ajuta la rezolvarea crizei, pub-ul local din Lyme Regis, numit Pilot Boat, și-a oferit pivnița ca morgă.
Când cadavrele au fost așezate pe podeaua de piatră, Lassie, un collie încrucișat deținut de proprietarul pub-ului, și-a găsit drumul printre cadavre și a început să lingă fața uneia dintre victime, marinarul capabil John Cowan. Ea a stat lângă el mai bine de jumătate de oră, mângâindu-l și ținându-l de cald cu blana ei. Spre uimirea tuturor, Cowan s-a agitat în cele din urmă. A fost dus la spital și a continuat să se însănătoșească complet. L-a vizitat din nou pe Lassie când s-a întors pentru a le mulțumi tuturor celor care i-au salvat viața.
Când ofițerii au auzit povestea lui Lassie și ce a făcut ea pentru a-l salva pe Cowan, au povestit-o din nou și din nou oricărui reporter care ar fi ascultat-o, deoarece a fost inspirată și încântătoare. Hollywood a pus mâna pe poveste și așa s-a născut o vedetă.

### Eric Knight - nuvelă și roman
Personajul fictiv al lui Lassie a fost creat de autorul englez Eric Knight în Lassie Come-Home, publicat pentru prima dată ca nuvelă în The Saturday Evening Post în 1938 și mai târziu ca roman de lungă durată în 1940. Amplasat în epoca depresiei Anglia, romanul descrie călătoria lungă pe care o face un collie aspru pentru a se reuni cu tânărul ei stăpân din Yorkshire după ce familia ei este forțată să o vândă pentru bani.

### Filme și televiziune
În 1943, romanul a fost adaptat într-un lungmetraj, Lassie Come Home, de Metro-Goldwyn-Mayer (MGM), care i-a jucat pe Roddy McDowall și Elizabeth Taylor. Filmul a fost un succes și s-a bucurat de un răspuns favorabil criticilor. MGM a urmat mai multe filme suplimentare, inclusiv o continuare intitulată Son of Lassie (1945), cu Peter Lawford și June Lockhart în rolurile principale, și Courage of Lassie cu Elizabeth Taylor. A fost creat și un serial radio, Lassie Radio Show, difuzat până în 1949.
Între 1954-1973 a fost difuzat serialul de televiziune Lassie, Lassie locuind inițial la o fermă cu un tânăr stăpân. În cel de-al unsprezecelea sezon, s-a schimbat în Rangerii Serviciului Forestier din SUA ca însoțitori, apoi collie a fost pe cont propriu pentru un sezon înainte de a termina seria cu Lassie locuind la o fermă pentru copiii orfani. Serialul a primit două premii Emmy înainte de a fi anulat în 1973. Lassie a câștigat mai multe premii PATSY (un premiu pentru actori cu animale). Seria cond a urmat în anii 1980. În 1997, compania de producție canadiană Cinar Inc. a produs un nou serial de televiziune Lassie pentru rețeaua Animal Planet din SUA și YTV din Canada. A funcționat până în 1999.
În 2005, un remake al filmului original Lassie Come Home a fost produs în Regatul Unit. Cu Peter O'Toole și Samantha Morton, Lassie a fost lansat în 2006.
În plus, au fost produse două seriale TV de animație cu caninul. Primul a fost Lassie's Rescue Rangers, creat de Filmation Associates, care a fost difuzat pe ABC din 1973 până în 1975. Aproape patru decenii mai târziu, o nouă serie animată intitulată The New Adventures of Lassie a fost coprodusă de Superprod și Classic Media, în care Lassie era deținută de familia Parker și locuia într-un parc național. Seria a fost în primul rând un serial TV animat tradițional (desenat manual 2D), deși a folosit și unele animații CGI. A fost văzut pentru prima dată în Statele Unite începând cu 2020 prin intermediul serviciului de streaming CBS All Access, apoi transferat la serviciul succesor Paramount+.
Lassie continuă să facă apariții personale și în emisiuni TV, precum și să comercializeze o linie de hrană pentru animale de companie și o emisiune TV actuală pentru îngrijirea animalelor de companie, Lassie's Pet Vet, pe posturile PBS din Statele Unite. Lassie este unul dintre cele patru animale (și unul dintre puținele personaje fictive, cum ar fi Mickey Mouse, Kermit the Frog și Bugs Bunny care au primit o stea pe Hollywood Walk of Fame - celelalte fiind vedete ale filmului mut Rin Tin Tin, Uggie și Strongheart. În 2005, revista de spectacole Variety l-a numit pe Lassie una dintre „100 de icoane ale secolului” — singura vedetă animală de pe listă.

## Media

### Artă
Lassie apare în Our Nation's 200th Birthday, The Telephone's 100th Birthday (1976) de Stanley Meltzoff pentru Bell System.